# Henry Seymour (1er baronnet)
Henry Seymour, 1er baronnet (20 octobre 1674 - avril 1714), de Langley, Buckinghamshire, est un propriétaire terrien anglais et un homme politique conservateur qui siège à la Chambre des communes de 1699 à 1713.

## Biographie
Il est le deuxième fils d'Henry Seymour (1612-1686) (en), de Langley, Buckinghamshire valet de la chambre du Roi, et de sa deuxième épouse Ursula Austen, fille de Robert Austen, 1er baronnet et veuve de George Stawale. Il est le petit-fils paternel d'Edward Seymour (2e baronnet), et de son épouse Dorothy Killegrew. Il est créé 1er baronnet Seymour, de Langley, à l'âge de sept ans le 4 juillet 1681. Son père est décédé le 9 mars 1686 et il hérite de Langley Park et de l'octroi par son père de la réversion de la fonction de commis au bureau de hanaper. À partir de 1693, il voyage à l'étranger pendant trois ans.
Il est élu sans opposition en tant que député conservateur d'East Looe lors d'une élection partielle le 17 janvier 1699 sous le patronage de son cousin l'évêque Trelawny d'Exeter. Il est réélu sans opposition aux deux élections générales de 1701 et en 1702 et 1705. Il vote contre le candidat à la présidence de la Cour le 25 octobre 1705. Réélu à nouveau aux élections générales de 1708, il vote contre la destitution du Dr Sacheverell en 1710. Il est réélu à nouveau aux élections générales britanniques de 1710. Il est l'un des «dignes patriotes» qui a détecté les erreurs de gestion de l'administration précédente et membre du Club d'octobre. Il se retire lors des élections générales britanniques de 1713, probablement pour raison de santé.
Il est mort célibataire et sans descendance à Londres en avril 1714. Langley Park, Buckinghamshire est vendu en 1714 à Samuel Masham, 1er baron Masham.